# شن چیانگ
شن چیانگ (انگلیسی: Shen Qiang؛ زادهٔ ۱۱ مهٔ ۱۹۹۰) یک بازیکن تنیس روی میز اهل کانادا است.
وی در مسابقات کشوری و بین‌المللی در مجموع برنده ۱ مدال برنز شده‌است.